# 黄寺岗镇
黄寺岗镇，是中华人民共和国河南省信阳市潢川县下辖的一个乡镇级行政单位。

## 行政区划
黄寺岗镇下辖以下地区：
黄寺岗村、史寨村、马大塘村、白露河村、肖坎村、长堰村、油坊村、官渡村、白术村、新建村、高店村、邓寨村和桥梁村。